# 隶书

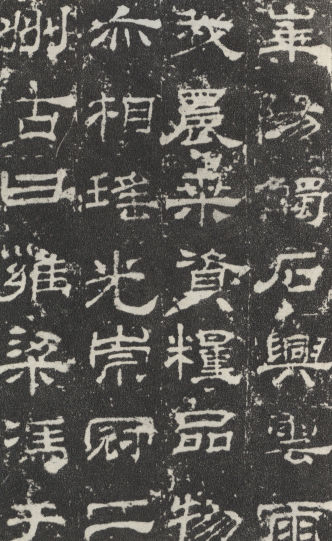
汉朝隶书《华山庙碑》

隶书為秦書八體之一，是汉字中常见的一种庄重的字体风格，书写效果略微宽扁，横画长而直画短，呈長方形狀，讲究「蚕头雁尾」、「一波三折」。隶书相傳起源于秦朝，相传由程邈整理而成，在东汉时期达到顶峰，书法界有「汉隶唐楷」之称。
隶变，是汉字由小篆演变为隶书的过程，大约发生在秦汉之间，是汉字发展的转折点，对后世的汉字有很大的影响。中國文字在小篆以前仍然遵從「六書」造字原則，漢隸則不再遵守「六書」原則，自行變化造形。现代的楷书和行书写法绝大部份和隶变之后相差不远。

## 名稱
過去一般認為隸書之由來為「奏事繁多，篆字难成，即令隶人佐书，曰隶字」。但近來指出「隸」字亦有「附屬」的含意，可能意旨其為篆字之衍生。今之楷书也称“今隶”或“隶书”:79。

## 發展

### 起源
隶书基本是由篆书演化来的，漢字從小篆到隶书的演变过程称为「隶变」，主要将篆书圆转的笔划逐渐改为方折，书写速度更快，因為在竹简、木简（简牍）上用漆写字很难画出圆转的笔划。传说秦始皇在「书同文」的过程中，命令李斯创立小篆后，也采纳了獄吏程邈整理的新字体，并将其命名为“隶书”。汉朝的许慎在《说文解字》记录了这段嬴政妄改文字後，漢朝恢復和發掘傳統文字的历史 ：「秦烧经书，涤荡旧典，大发吏卒，兴役戍，官狱职务繁，初为隶书，以趣约易，而古文由此絕矣」。「孝宣皇帝時，召通《倉頡》讀者，張敞從受之。涼州刺史杜業，沛人爰禮，講學大夫秦近，亦能言之。孝平皇帝時，徵禮等百餘人，令說文字未央廷中，以禮為小學元士。黃門侍郎揚雄，采以作《訓纂篇》。凡《倉頡》以下十四篇，凡五千三百四十字，群書所載，略存之矣……郡國亦往往於山川得鼎彝，其銘即前代之古文，皆自相似。雖叵復見遠流，其詳可得略說也……蓋文字者…前人所以垂後，後人所以識古。故曰：本立而道生。知天下之至賾而不可亂也」。也有人認為，作为秦國官方文字的小篆书写速度较慢，而隶书化圆转为方折，提高了书写效率。例如郭沫若用「秦始皇改革文字的更大功绩，是在采用了隶书」来评价其重要性。
但北魏郦道元《水经注》引孫暢之所言，指臨淄人發掘古塚，得到稱齊太公六世孫胡公之銅棺，上面只有三個是古字其餘與隸書同，可證隸書非始於秦朝。北宋《宣和书谱》更據此推論胡公先始皇時已四百餘年，懷疑隸書與篆籀相生，只是未通行於當時，搞不好是程邈知此體，就自作一家上奏朝廷來解雲陽之難，否則隸書怎會在胡公之棺出現。近年出土《青川木牘》、《天水放馬灘秦簡》、《雲夢睡虎地秦簡》等，至少證明戰國后期的秦国已有隸書雛形。

### 繁盛與變化
西汉初期仍然沿用秦隶的风格，到新莽时期开始产生重大的变化，产生了点画的波尾的写法。到东汉时期，产生了众多风格，并留下大量石刻。《张迁碑》、《乙瑛碑》、《曹全碑》是这一时期的代表作。

### 再創高峰
魏晋以后的书法，草书、行书、楷书迅速形成和发展，隶书虽然没有被废弃，但变化不多而出现了一个较长的沉寂期。
到了清代，在碑学复兴浪潮中隶书再度受到重视，出现了郑燮、金农等著名书法家，在继承汉隶的基础上加以创新。

## 書寫方式

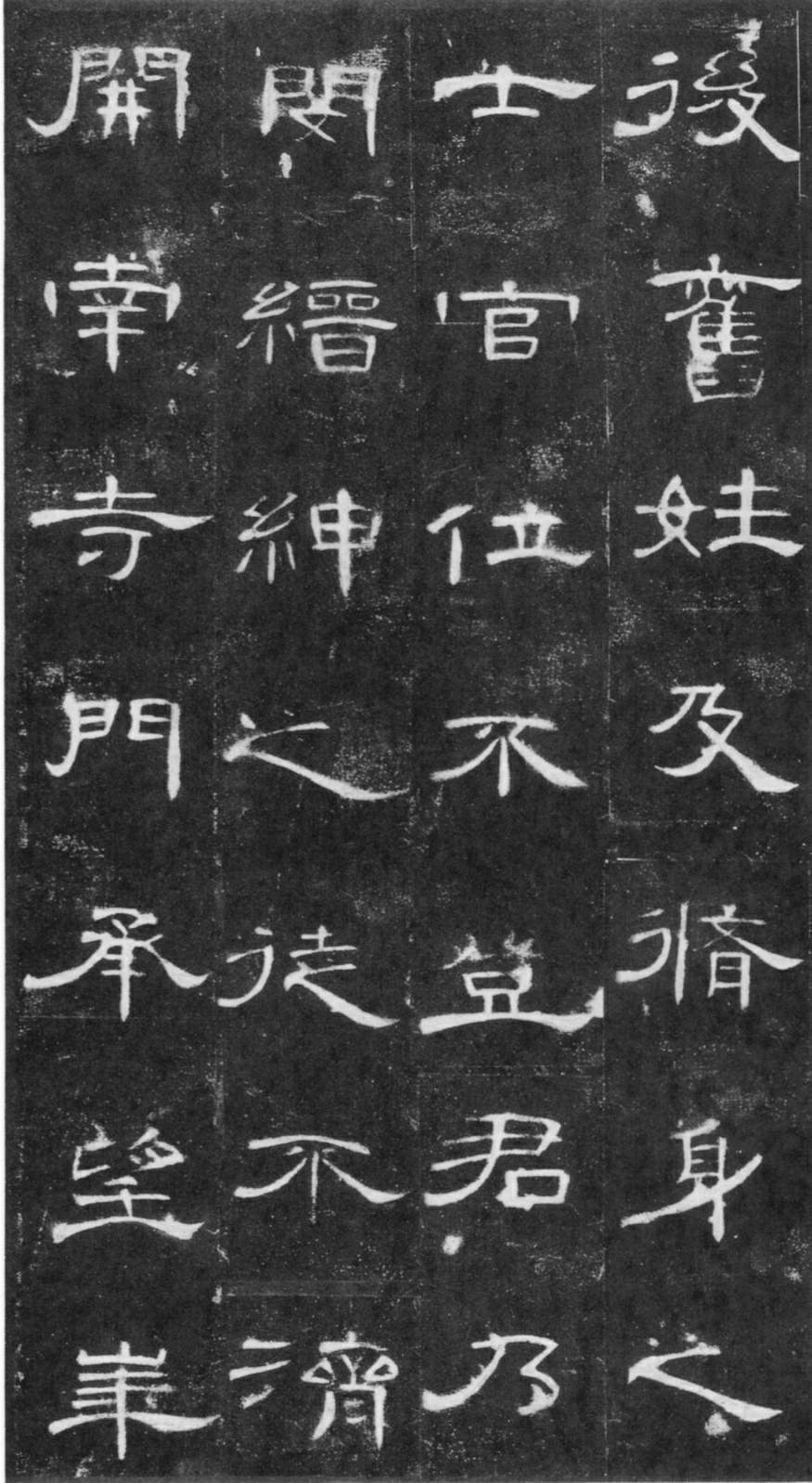
範例：東漢時期的曹全碑

隸書主要有五句口訣，即

“蟬頭雁尾，

衡平竪直，

一波三折，

蟬不兩設，

雁不雙飛。”

### 蠶頭雁尾
行筆的時候，將筆鋒有重處進行逆锋后斜笔。行筆重處即“蠶頭”，在收筆時候的斜鋒處，由於形似大雁的翅膀。因此也故名“雁尾”。

### 一波三折
书写隶书的时候，需注意笔划。例如写“一”字的时候，先逆锋行笔，再慢慢弯曲笔刃后上提收笔。即“一波三折”。

### 蟬不兩設，雁不雙飛
與楷書不同的是。寫一個字的時候，須注意不要二次重复开锋與重笔。即“蟬不兩設，雁不二尾”。

## 隶书的名称
- 秦隶
- 汉隶
- 古隶，指秦隸跟漢隸
- 今隶，指魏晉以後演化而來的楷書
- 佐书，新莽六書所列書體，即秦隸
- 八分，筆畫分出波磔的隸書。唐代人将今天所说的楷书称为“隶书”，将汉隶称为“八分”
- 草隶，草書與隸書，或即是草書